# Nüzhetiye, Gölcük
Nüzhetiye là một xã thuộc huyện Gölcük, tỉnh Kocaeli, Thổ Nhĩ Kỳ. Dân số thời điểm năm 2010 là 406 người.